# Gryderet
|  | Sammenskrivningsforslag Artiklen Ragout er foreslået føjet ind i Gryderet. (Siden november 2024) Diskutér forslaget |

En gryderet, simremad eller simreret er en blanding af faste ingredienser, som er kogt i vand eller andre væsker. Ingredienser i en gryderet kan være grøntsager, kød og krydderier. Tilbehør som ris eller kartofler kan tilsættes eller tilberedes for sig.
I en sammenkogt ret er ingredienserne kogt så tilpas længe, at de er begyndt at gå i stykker, så kogevandet bliver til en sovs.
Formentlig kan gryderet betragtes som ensbetydende med ragout, som er et udtryk, vi finder på mange sprog.